# Eumir Deodato
Pour les articles homonymes, voir Deodato.
Eumir Deodato (né le 22 juin 1943 à Rio de Janeiro) est un pianiste, compositeur, arrangeur et producteur brésilien très réputé dans le milieu de la bossa nova, du jazz, de la pop et en tant que compositeur et arrangeur pour des musiques de films et de séries TV. Il s'est aussi illustré dans sa capacité à mêler les formes habituelles du big band ou du combo avec des éléments rock/pop, rhythm and blues/funk, bossa nova/latin jazz, et avec des sources d'inspiration symphoniques et classiques.

## Biographie
Ses enregistrements solo appartiennent plutôt au domaine de la bossa nova et du jazz-funk/fusion ou crossover. Il est aujourd'hui considéré comme un des pères du style jazz-funk. Il connut ses principaux succès solo dans les années 1970 en tant que musicien (clavier) et producteur-arrangeur.
Après une dizaine d'albums bossa nova/samba/jazz produits sous son nom, essentiellement au Brésil (entre 1964 et 1973), Deodato s'installe en 1968 aux États-Unis, à New York où il commence à travailler avec la firme CTI. Son premier album pour CTI paraît en 1973 sous le titre Prelude, et fut un succès immédiat. Son adaptation et son orchestration jazz-funk du poème symphonique de Richard Strauss Ainsi parlait Zarathoustra lui valut le Grammy Award 1973 pour la meilleure performance instrumentale et figura en deuxième et en septième position des ventes aux États-Unis et au Royaume-Uni. Il fut repris en 1979 dans la bande originale du film Bienvenue, Mister Chance, avec Peter Sellers et Shirley MacLaine.
Deodato, parallèlement à la production d'albums solo a toujours travaillé (et travaille) à produire et/ou arranger des musiques de films ou de séries TV aux États-Unis et à l'étranger. Il a également écrit/produit et/ou arrangé la musique sur plus de 500 albums pour des artistes comme Frank Sinatra, Tom Jobim, Milton Nascimento, Roberta Flack, Wes Montgomery, Astrud Gilberto, Aretha Franklin, Kool & the Gang, Michael Franks, Björk ou k.d. lang, parmi tant d'autres à travers le monde. Il est très réputé dans ces domaines et les plus grandes compagnies de disques font appel à ses talents encore aujourd'hui et ce, depuis plus de 45 ans (il a notamment collaboré à l'enregistrement de l'album du chanteur français Christophe en 2007, à Londres).
Il a deux enfants : Kennya Deodato (née le 1er octobre 1968) et Cassius Deodato, issus de son mariage avec Mary Ellen Deodato. Son beau-fils est l'acteur américain Stephen Baldwin, et sa petite-fille, le mannequin Hailey Baldwin, est mariée depuis 2018 au chanteur canadien Justin Bieber.

## Discographie

### Albums
- 1964 : Inútil Paisagem (Brésil)
- 1964 : Idéias (Brésil)
- 1964 : Impuls O! (Eumir Deodato/Os Catedráticos) (Brésil)
- 1964 : Samba Nova Concepção (Brésil)

- 1964 : Tremendão (Eumir Deodato/Os Catedráticos) (Brésil)
- 1965 : Ataque (Eumir Deodato/Os Catedráticos) (Brésil)
- 1965 : Boleros (Brésil)
- 1972 : Percepção (Brésil)
- 1973 : Prelude
- 1973 : Os Catedráticos 73 (Brésil)
- 1973 : Deodato 2
- 1973 : Deodato/Donato (avec João Donato) (Brésil)
- 1974 : Whirlwinds
- 1974 : Deodato/Airto in Concert
- 1974 : Artistry
- 1975 : First Cuckoo
- 1976 : Very Together
- 1977 : 2001
- 1978 : Love Island
- 1979 : Knights of Fantasy
- 1980 : Night Cruiser
- 1982 : Happy Hour
- 1985 : Motion
- 1989 : Somewhere Out There
- 2001 : Preludes & Rhapsodies
- 2002 : Summer Samba
- 2010 : The Crossing

### Singles
- Also Sprach Zarathustra (2001)/Spirit Of Summer
- Rhapsody In Blue/Super Strut
- Do It Again (LIVE)/Branches (LIVE) (Face B par Airto)
- Moonlight Serenade/Havana Strut
- Theme From Peter Gunn/Amani
- Watusi Strut/Watusi Strut (Disco Version) (La face B est une version plus longue du même morceau)
- Uncle Funk/Whistle Stop

La plupart des singles sont très remixés à partir de leur version album beaucoup plus longue. L'orientation est plutôt jazz fusion jusqu'à Peter Gunn/Amani, puis plutôt disco.